# Maria Rueff
Maria de Deus Rueff de Saro Negrão OM (Beira, Moçambique, 1 de Junho de 1972) é uma actriz portuguesa. Dedica-se principalmente ao género humorista.

## Carreira
Atriz de referência na sua geração, celebrizada pela interpretação de papéis cómicos, Maria Rueff completou os estudos secundários da Escola Secundária Gil Vicente. Depois, esteve prestes ingressar na Faculdade de Direito da Universidade de Lisboa, antes de enveredar pela carreira da representação. Diplomou-se no curso de Formação de Actores, na Escola Superior de Teatro e Cinema, e estreou-se como profissional numa peça de Francisco Ors, Quem muda a fralda à menina?, sob a direção de Armando Cortez, no Teatro Villaret, em 1991. 
Com o ator João Baião iniciou em seguida uma série de cafés-teatro na noite de Lisboa, onde seria descoberta por Herman José e recomendada a Ana Bola. Com esta participou na sitcom A Mulher do Senhor Ministro, popularizando-se no papel da empregada doméstica Rosa Maria, a que se seguiu, ainda em 1994, uma série de rábulas no talk-show de Marco Paulo, Eu tenho dois amores. A partir de Herman Zap, em 1996, inicia com Herman José uma longa colaboração, que a leva a integrar o elenco de Herman Enciclopédia (1997), Herman 98 (1998), Herman 99 (1999), HermanSIC (2000) e Hora H (2007). Ao longo dessa década criou figuras bastante conhecidas do grande público, tais como Zé Manel Taxista, Rosete ou Idália, a esposa de Nelo na rubrica Nelo e Idália, que fazia como próprio Herman. 
Em 2001 criou o seu primeiro programa a solo, chamado O Programa da Maria, no qual ajudou a revelar novos talentos do humor português, como Nuno Lopes, Pedro Tochas ou Mina Andala. Em 2006 participou pela primeira vez numa novela, onde (surpreendentemente) interpretou um papel dramático, a médica Vitória. Voltou esporadicamente ao teatro, em espectáculos como Inox (2002), Antes eles que nós (2005), Celadon (2005), Avalanche (2006) ou Vip Manicure (2009). 
No cinema, além de vários telefilmes, participou em Os Imortais, de António Pedro Vasconcelos (2003) e em A Passagem da Noite, de Luís Filipe Rocha. Na rádio assinou e interpreta, desde 2003, Os Cromos da Bola, transmitida na TSF. Em 2014 surgiu como uma das protagonistas da novela da TVI Mulheres, onde encarna a Margarida Gomes. 
Foi agraciada com o grau de Oficial da Ordem do Mérito pelo Presidente da República Jorge Sampaio, a 8 de Março de 1999.

## Filmografia
| Ano             | Projeto                                | Papel                      | Notas                      | Canal   |
| --------------- | -------------------------------------- | -------------------------- | -------------------------- | ------- |
| 1993 - 1994     | Os Bonecos da Bola                     | Vários papéis              | Elenco Principal           | RTP1    |
| 1994            | Eu Tenho Dois Amores                   | Vários papéis              | Elenco Principal           | RTP1    |
| 1994            | Desculpem Qualquer Coisinha            | Dores Remédios             | Pequena Participação       | RTP1    |
| 1994            | Desculpem Qualquer Coisinha            | Arminda                    | Pequena Participação       | RTP1    |
| 1994 - 1997     | A Mulher do Senhor Ministro            | Rosa Maria                 | Elenco Principal           | RTP1    |
| 1995            | Tudo ao Molho e Fé em Deus             | Benedita                   | Pequena Participação       | RTP1    |
| 1997 - 1998     | Herman Enciclopédia                    | Vários papéis              | Elenco Principal           | RTP1    |
| 1997            | A Noite Mais Badalada                  | Vários papéis              | Elenco Principal           | RTP1    |
| 1998            | Paris Hotel                            | Angélica                   | Elenco Principal           | RTP1    |
| 1998            | Débora                                 | Diva Rute                  | Participação Especial      | RTP1    |
| 1998            | Herman 98                              | Vários papéis              | Elenco Principal           | RTP1    |
| 1999            | Não És Homem Não És Nada               | Ornélia Fagundes           | Elenco Principal           | RTP1    |
| 1999            | Esquadra de Polícia                    | Cristina                   | Elenco Principal           | RTP1    |
| 1999            | Uma Casa em Fanicos                    | Irina                      | Participação Especial      | RTP1    |
| 2000 - 2006     | HermanSIC                              | Vários papéis              | Elenco Principal           | SIC     |
| 2001            | Querida Mãe                            | Susana                     | Elenco Principal           | SIC     |
| 2001            | Odisseia na Tenda                      | Idália                     | Elenco Principal           | SIC     |
| 2001 - 2002     | Programa da Maria                      | Vários papéis              | Protagonista               | SIC     |
| 2002            | O Fabuloso Destino de Diácono Remédios |                            | Filme emitido em televisão | SIC     |
| 2004            | Papéis ReSIClados                      | Vários papéis              | Elenco Principal           | SIC     |
| 2007            | Vingança                               | Vitória Mendonça           | Elenco Principal           | SIC     |
| 2007 - 2008     | Hora H                                 | Vários papéis              | Elenco Principal           | SIC     |
| 2008            | Os Contenporâ neos                     | Vários papéis              | Elenco Principal           | RTP1    |
| 2008 - 2009     | Vip Manicure                           | Maria Delfina Caroço       | Protagonista               | SIC     |
| 2010            | Companhia das Manhãs                   | Maria Delfina Caroço       | Atriz Convidada            | SIC     |
| 2011 - 2012     | Estado de Graça                        | Vários papéis              | Elenco Principal           | RTP1    |
| 2013            | Submersos                              | Margarida                  | Elenco Principal           | Canal Q |
| 2014 - 2015     | Mulheres                               | Margarida Gomes            | Protagonista               | TVI     |
| 2015            | Donos Disto Tudo                       | Vários papéis              | Atriz Convidada            | RTP1    |
| 2015 - 2016     | Nelo & Idália                          | Idália/ Pandora/ Gina G... | Protagonista               | RTP1    |
| 2016            | A Culpa é do Ronaldo                   | Zé Manel Taxista           | Elenco Principal           | RTP1    |
| 2017 - presente | Cá Por Casa                            | Vários papéis              | Elenco Principal           | RTP1    |
| 2021            | Causa Própria                          | Alice                      | Participação Especial      | RTP1    |
| 2022 - 2025     | Festa É Festa                          | Joaquina «Quina» Jesus     | Elenco Principal           | TVI     |

- Cinema

| Ano  | Título                          | Direção                   |
| ---- | ------------------------------- | ------------------------- |
| 2003 | A Passagem da Noite             | Luís Filipe Rocha         |
| 2003 | Os Imortais                     | António-Pedro Vasconcelos |
| 2006 | Filme da Treta                  | José Sacramento           |
| 2015 | As Mil e Uma Noites: O Inquieto | Miguel Gomes              |
| 2016 | O Amor é Lindo ... Porque Sim!  | Vicente Alves do Ó        |

## Vida pessoal
Maria Rueff é filha de Carlos Alberto Cardoso de Saro Negrão e de sua mulher Maria Julieta Rueff de Magalhães Tavares, esta neta materna do 1.º Conde de Figueiredo Magalhães e 1.º Visconde de Gumiei.
Viveu com José Pedro Vasconcelos, de quem tem uma filha, Laura Rueff de Vasconcelos (nascida a 11 de abril de 2004 (20 anos)). Viveu com o ator Bruno Nogueira durante cinco anos.
Em novembro de 2019, sofreu um enfarte do miocárdio, tendo sido internada no Hospital de Santa Marta, em Lisboa.